# Thrombectomie mécanique des artères intracrâniennes lors d'un accident vasculaire cérébral
La thrombectomie mécanique des artères intercrâniennes lors d'un accident vasculaire cérébral est un acte médical. Quand un caillot sanguin occlut une artère encéphalique, il entraine un accident vasculaire cérébral (AVC) responsable d'un infarctus ischémique. La thrombectomie mécanique consiste à retirer le caillot sanguin à l'aide de techniques endovasculaires (passant par les vaisseaux sanguins).    

## Histoire du traitement de l'AVC
Trois étapes successives ont permis une meilleure prise en charge des AVC à la phase aigüe.
Tout d'abord, la création des unités neurovasculaires dans les années 1970 ont permis d'améliorer le pronostic des AVC,. Puis, dans les années 1990-1995, le recours à des traitements thrombolytiques par voie intra veineuse (TIV) , ayant pour but de lyser le caillot ont aussi permis une amélioration du pronostic fonctionnel. Ce traitement à haut risque hémorragique doit être prescrit par un neurologue après élimination des contre-indications. En 2014, une méta-analyse des données individuelles de 6756 patients, comparant la TIV versus placebo ou groupe contrôle ouvert, a montré que la TIV, administrée dans les premières 4 h 30 après le début des symptômes, améliorait significativement le pronostic fonctionnel, et ce d’autant plus qu’il est administré précocement (odd ratio (OR) = 1,75 ; Intervalle de Confiance à 95 % (IC95%) =1,35 – 2,27).
Enfin, fin 2014 début 2015, l'avènement de la thrombectomie mécanique par voie endovasculaire (EVT) a permis une très nette amélioration du pronostic fonctionnel des patients.

## Niveau de preuve médicale
Fin 2014, début 2015, le New England Journal of Medicine  a publié cinq études multicentriques randomisées (Grade A, Niveau 1) favorables à la thrombectomie mécanique en complément d’une fibrinolyse intraveineuse chez des patients atteints d’AVC ischémique : Mr CLEAN , Extend-IA , Escape  , SWIFT PRIME  , Revascat  .  À la suite de la publication des résultats de MR CLEAN, certaines des études en cours ont été interrompues prématurément par le comité de surveillance compte tenu des résultats montrant la supériorité de la thrombectomie combinée au rt-PA IV par rapport au rt-PA seul.     

## Technique médicale et déroulement de l'intervention
Le geste de thrombectomie mécanique est un geste effectué en neuroradiologie interventionnelle. Il nécessite une salle d'angiographie numérisée interventionnelle répondant aux conditions d'anesthésie et d'asepsie identiques à celles d'un bloc opératoire, avec un dispositif d'angiographe numérisé permettant une reconstruction tridimensionnelle d'images. Le geste est effectué soit chez un patient vigile, sous sédation légère ou non, soit sous anesthésie générale, selon l'état clinique du patient (agitation, troubles ventilatoires...) et selon l'habitude des équipes de neuroradiologie interventionnelle et d'anesthésie[réf. nécessaire].
Après asepsie chirurgicale du pli de l'aine, le neuroradiologue interventionnel réalise un cathétérisme de l'artère fémorale le plus souvent à droite, afin d'atteindre de manière ascendante le caillot en cheminant, dans l'ordre, par l'artère fémorale, l'artère iliaque, l'aorte et enfin l'artère carotide ou vertébrale selon le site de l'occlusion. Toute la procédure est réalisée sous contrôle visuel synchrone, grâce à la scopie utilisant des rayonnements X. Des protocoles de basses doses sont utilisés. La visualisation indirecte mais en temps réel est réalisée grâce à l'injection par le neuroradiologue interventionnel de produit de contraste radio-opaque dans les artères, permettant de voir l'architecture artérielle et le site de l'occlusion[réf. nécessaire].
Deux techniques sont classiquement utilisées pour restaurer le flux artériel dans l'artère encéphalique occluse : la tromboaspiration ou le stent retriever. La tromboaspiration consiste à monter un cathéter relié à un dispositif d'aspiration au contact du caillot puis de créer une pression négative afin d'aspirer le caillot. La thrombectomie par stent retriever consiste à placer un microguide composé d'un stent retriever à son extrémité distale en amont du caillot afin de pouvoir le déployer au sein du caillot. Le caillot ainsi enchevêtré dans les mailles du stent retriever sera extrait par un retrait minutieux du guide porteur du stent.  
Les risques liés à la procédure sont à la phase aiguë, l'échec de la procédure entraînant l'absence de recanalisation, la fragmentation du caillot et la migration d'emboles dans d'autres artères notamment lors du retrait du caillot, la perforation d'une artère ou d'un anévrisme non visualisé du fait de l'occlusion. Les risques liés à la ponction fémorale sont principalement hémorragiques avec la constitution d'un hématome au point de ponction artériel après retrait du matériel ou la constitution d'un faux anévrisme dans les jours suivants[réf. nécessaire].  

## Indications
L’occlusion vasculaire doit être diagnostiquée par une méthode non invasive (TDM, IRM) en première intention avant d’envisager la phase thérapeutique par thrombectomie mécanique.  
D'après la Société française de neuroradiologie, la thrombectomie mécanique est recommandée à la phase aiguë dans le traitement de l’AVC jusqu’à 6 heures après le début des symptômes chez les patients qui présentent une occlusion proximale des artères cérébrales (OPAC) (carotide, cérébrale moyenne, tronc basilaire). Certaines recherches[Lesquelles ?] suggèrent que ce délai pourrait être élargi.  
La thrombectomie mécanique doit être réalisée le plus rapidement possible dès que son indication a été posée. La TM est réalisée en complément de la thrombolyse intraveineuse (TIV) lorsqu’elle est indiquée ou d’emblée en cas de contre-indications à la TIV.  
La décision d’entreprendre une thrombectomie mécanique doit être prise par une équipe multidisciplinaire comprenant au moins un neuroradiologue interventionnel qualifié et un neurologue et/ou un médecin compétent en pathologie neurovasculaire .    

## Le caillot
Plusieurs types de caillots, aussi appelés thrombus, existent : les caillots plutôt dits "rouges" ou "noirs", érythrocytaires, plutôt rencontrés lors des AVC emboliques d'origine cardiaque, et les caillots plutôt dits "blancs", fibrineux, plutôt en lien avec des AVC d'origine athéromateuse. Les recherches empiriques en cours tendent à montrer que les caillots fibrineux répondraient moins bien à la thrombectomie mécanique que les caillots érythrocytaires. La place de l'IRM dans la caractérisation du caillot est à l'étude.  

## En France
La thrombectomie mécanique doit jusqu'en 2018 être réalisée par un neuroradiologue interventionnel entrainé et expérimenté, répondant aux conditions d’autorisation définies par l’arrêté du 15 mars 2010 (art. D.6124-149 du code de santé publique). La formation comprend notamment la validation d'une formation théorique sur 2 ans, associée à une pratique d'au moins 1 an dans un service de neuroradiologie diagnostique et  2 ans dans un service de neuroradiologie interventionnelle[réf. nécessaire]. 
La thrombectomie mécanique doit être réalisée dans un établissement disposant d’un centre de neuroradiologie interventionnelle autorisé dans le cadre du SIOS en cours et d’une unité neurovasculaire, conformément aux recommandations de la Haute Autorité de santé (HAS).  
Bien qu'ayant médicalement et scientifiquement été validée, la technique nécessite une reconnaissance par la HAS. Les principales sociétés savantes en lien avec la technique (Société française de neuroradiologie (SFNR), Société française de radiologie (SFR) et Société française de neurovasculaire (SFNV) ont déposé conjointement un dossier de demande d’évaluation d’un acte le 24 avril 2015 auprès de la HAS. Le 23 novembre 2016 la HAS a rendu un rapport d'évaluation positif.  Le service attendu de cet acte étant suffisant et l'amélioration de service attendu jugée importante (niveau III), « cette évaluation a permis l’inscription accélérée de l’acte de thrombectomie mécanique sur la liste des actes et prestations remboursables par l’Assurance maladie dès juillet 2017 ». Les conditions de prise en charge ont été redéfinies en 2018.